# Blond Ambition World Tour Live
Cet article concerne la vidéo. Pour la tournée, voir Blond Ambition Tour.
Vidéos par Madonna
Ciao, Italia! – Live from Italy
(1988) The Girlie Show: Live Down Under
(1994)
Blond Ambition World Tour Live (crédité en tant que Live! Madonna: Blond Ambition World Tour 90 lors du générique) est une vidéo enregistrée de l'artiste américaine Madonna. Elle contient le dernier concert du  Blond Ambition Tour, filmé au Stade de l'Ouest à Nice le 5 août 1990 et est sortie en Laserdisc sous le label Pioneer Artists dans le cadre d'un contrat de sponsoring exclusif. Avant sa commercialisation, le concert avait été diffusé sur la chaine américaine HBO.
La vidéo a été récompensée dans la catégorie « meilleur long-métrage musical » lors de la 34e cérémonie des Grammy Awards en 1992, permettant à Madonna de gagner le premier Grammy Award de toute sa carrière.

## Genèse
La vidéo Blond Ambition World Tour Live est sortie exclusivement en Laserdisc sous le label Pioneer Artists dans le cadre d'un partenariat de sponsoring du Blond Ambition Tour pour promouvoir le format Laserdisc. Elle contient la date finale de la tournée filmée au Stade de l'Ouest à Nice le 5 août 1990 qui avait déjà été diffusée et produite par la chaine américaine HBO sous le titre Live! Madonna: Blond Ambition World Tour 90. Une autre date a été diffusée sous le même nom en Europe le 24 décembre 1990, celle du concert à Barcelone donné le 1er août 1990. Cette diffusion a été produite par la chaine italienne Rai 1, qui avait déjà produit la date du Who's That Girl Tour de 1987 sortie sous le titre Ciao, Italia! – Live from Italy en 1988.
En 1992, le Laserdisc a gagné un Grammy Award dans la catégorie « meilleur long-métrage musical », le premier Grammy de toute la carrière de Madonna. Cette récompense a été remise à Madonna, le producteur Anthony Eaton ainsi que les réalisateurs David Mallet et Mark « Aldo » Miceli, bien que ce dernier n'ait pas réalisé la vidéo du concert à Nice, seulement celles à Yokohama et Barcelone.
Pioneer Artists détient les droits sur le Laserdisc et aucune sortie en DVD n'est prévue.

### Autres enregistrements
Le 25 juillet 1990, les labels Sire Records et Warner-Pioneer font paraitre au Japon la vidéo Blond Ambition: Japan Tour 90 en VHS et Laserdisc, qui contient le concert donné au Yokohama Stadium à Yokohama le 27 avril 1990. En 2005, Falcon Neue Medien sort en Allemagne un DVD intitulé Blond Ambition Tour 1990 après avoir obtenu l'autorisation pour une exploitation en Allemagne seulement. Ce DVD, dont la publication n'a reçu l’assentiment ni de Madonna, ni de Warner Bros. Records, contient un enregistrement de mauvaise qualité d'un concert donné à Houston au Texas en mai 1990. Ce même concert est sorti au Royaume-Uni en octobre 2007 chez Quantum Leap Video.

## Liste des morceaux
| No     | Titre                                          | Auteur                                             | Sample(s)                       | Durée |
| ------ | ---------------------------------------------- | -------------------------------------------------- | ------------------------------- | ----- |
| A1.    | Express Yourself                               | Madonna, Stephen Bray                              | Everybody                       |       |
| A2.    | Open Your Heart                                | Madonna, Gardner Cole, Peter Rafelson              |                                 |       |
| A3.    | Causing a Commotion                            | Madonna, Bray                                      |                                 |       |
| A4.    | Where's the Party                              | Madonna, Bray, Patrick Leonard                     |                                 |       |
| A5.    | Like a Virgin                                  | Billy Steinberg, Tom Kelly                         |                                 |       |
| A6.    | Like a Prayer                                  | Madonna, Leonard                                   |                                 |       |
| A6.    | Live to Tell                                   | Madonna, Leonard                                   |                                 |       |
| A7.    | Oh Father                                      | Madonna, Leonard                                   |                                 |       |
| A8.    | Papa Don't Preach                              | Brian Elliot, Madonna (paroles additionnelles)     |                                 |       |
| A9.    | Sooner or Later                                | Stephen Sondheim                                   |                                 |       |
| A10.   | Hanky Panky                                    | Madonna, Leonard                                   |                                 |       |
| B1.    | Now I'm Following You (duo avec Warren Beatty) | Andy Paley, Jeff Lass, Ned Claflin, Jonathan Paley |                                 |       |
| B2.    | Material Girl                                  | Peter Brown, Robert Rans                           |                                 |       |
| B3.    | Cherish                                        | Madonna, Leonard                                   |                                 |       |
| B4.    | Into the Groove                                | Madonna, Bray                                      | Ain't Nobody Better             |       |
| B5.    | Vogue                                          | Madonna, Shep Pettibone                            |                                 |       |
| B6.    | Holiday                                        | Curtis Hudson, Lisa Stevens                        | (Are You Ready) Do The Bus Stop |       |
| B7/B8. | Family Affair / Keep It Together               | Sly Stone / Madonna, Bray                          |                                 |       |

## Crédits et personnel
- Réalisateur : David Mallet
- Producteur : Anthony Eaton
- Producteur délégué : Freddy DeMann
- Directeur artistique : Christopher Ciccone
- Costumes : Jean Paul Gaultier, Marlene Stewart